# Међународна награда за књижевност Нови Сад
Међународна награда за књижевност Нови Сад додељује се од 2006. писцима „високог списатељског ауторитета” за допринос савременој књижевности.
Награду је установило Друштво књижевника Војводине новембра 2005. Додељује се у оквиру Међународног новосадског књижевног фестивала, који се одржава крајем августа. Награда се састоји од дипломе и новчаног износа. Уручење се приређује на Тргу младенаца у Новом Саду.

## Добитници
Награду су добили следећи књижевници:
- 2006 — Кристоф Мекел []
- 2007 — Жан-Пјер Фај []
- 2008 — Бен Окри []
- 2009 — Шон О'Брајен []
- 2010 — Љубомир Левчев []
- 2011 — Катрин Шмид [][3]
- 2012 — Кшиштоф Карасек [][4]
- 2013 — Мирча Картареску
- 2014 — Антонио Делторо []
- 2015 — Ги Гофет []
- 2016 — Томас Боберг [][5]
- 2017 — Јохан Јенсон [][6]
- 2018 — Хозе Анхел Сиљеруело [][7]
- 2019 — Ендре Скароши [][8]
- 2020 — Марио Мартин Хихон [][9]
- 2021 — Каталин Ладик[10]
- 2022 — Драган Јовановић Данилов[11]